# Mortagne-sur-Gironde
Mortagne-sur-Gironde è un comune francese di 1 046 abitanti situato nel dipartimento della Charente Marittima nella regione della Nuova Aquitania.

## Società

### Evoluzione demografica
Abitanti censiti